# سیارک ۶۹۳۷
سیارک ۶۹۳۷ (به انگلیسی: 6937 Valadon، نامگذاری:1010T-2) شش هزار و نهصد و سی و هفتمین سیارک کشف شده‌است که در ۲۹ سپتامبر ۱۹۷۳ کشف شد.
قدر مطلق سیارک برابر ۱۲٫۱۰ است.